# ゴルカパトラ
ゴルカパトラ（ネパール語: गोरखापत्र、英語: Gorkhapatra）は、ネパールで発行されているネパール語の日刊新聞である。